# Abromus palaui
Abromus palaui is een keversoort uit de familie knotshoutkevers (Bothrideridae). De wetenschappelijke naam van de soort werd in 1945 gepubliceerd door Espanol.